# Рутсвайлер-ам-Глан
Рутсвайлер-ам-Глан (нім. Rutsweiler am Glan) — громада в Німеччині, розташована в землі Рейнланд-Пфальц. Входить до складу району Кузель. Складова частина об'єднання громад Альтенглан.
Площа — 1,59 км2. Населення становить 309 ос. (станом на 31 грудня 2020).